# Selçuk Dereli
Mehmet Selçuk Dereli (* 6. Juni 1969 in Andırın, Provinz Kahramanmaraş) ist ein ehemaliger türkischer FIFA-Schiedsrichter.

## Werdegang
Dereli absolvierte seine Schiedsrichterprüfung im Jahre 1993. Sein Debüt als Schiedsrichter in der Süper Lig gab Dereli am 26. September 1999; er leitete die Begegnung zwischen Antalyaspor und Adanaspor.
Er wurde 2003 in die Liste der FIFA-Schiedsrichter aufgenommen und war für die FIFA bis zur (vorgeschriebenen) Altersgrenze aktiv. Am 23. Dezember 2009 gab Dereli über seine eigene Internetseite bekannt, dass er seine Schiedsrichterkarriere beendet habe.

## Privates
Seine Schul- und Studienlaufbahn absolvierte er in den Städten Kahramanmaraş, Mersin und Adana. In Adana besuchte er die Çukurova-Universität und schloss dort sein Studium erfolgreich ab.
Bevor Dereli mit der Schiedsrichtertätigkeit anfing, spielte er selbst aktiv Fußball bei den Amateurvereinen İçelspor  und Mersin Camspor.